# Oreolalax yanyuanensis
Oreolalax yanyuanensis — вид жаб родини азійських часничниць (Megophryidae). Описаний у 2024 році.

## Назва
Видова назва yanyuanensis вказує на типове місцезнаходження — повіт Яньюань.

## Поширення
Ендемік Китаю. Поширений у провінції Сичуань на півдні країни. Відомий лише у типовому місцезнаходженні — місто Шухе, повіт Яньюань, провінція Сичуань (27.473443°N, 101,789624°E, 3108 м над рівнем моря), Китай.